# William Francis Murphy (bispo, 1940)
William Francis Murphy (Boston, 14 de maio de 1940) é um ministro americano e bispo católico romano emérito do Rockville Center em Long Island, Estados Unidos.
O reitor do Pontifício Colégio Norte-Americano, Francis Frederick Reh, ordenou-o sacerdote em 16 de dezembro de 1964.
Em 21 de novembro de 1995, o Papa João Paulo II o nomeou bispo auxiliar em Boston e bispo titular de Saia Maior. O Arcebispo de Boston, Bernard Francis Law, o consagrou em 27 de dezembro do mesmo ano; Co-consagradores foram William Wakefield Baum, Cardeal Grande Penitenciária, e Alfred Clifton Hughes, Bispo de Baton Rouge.
Foi nomeado Bispo do Rockville Center em 26 de junho de 2001 e empossado em 5 de setembro do mesmo ano.
O Papa Francisco aceitou sua aposentadoria em 9 de dezembro de 2016.